# Qin Haiyang
Dans ce nom chinois, le nom de famille, Qin, précède le nom personnel.
Qin Haiyang (chinois : 覃海洋), né le 17 mai 1999, est un nageur chinois spécialiste des épreuves de brasse.

## Carrière sportive
Lors des championnats du monde 2023, il se distingue en devenant le premier homme de l'histoire à remporter les trois épreuves de brasse lors d'une même édition de la compétition,. De plus il améliore le record du monde du 200 m brasse ainsi que les records d'Asie sur les distances du 50 m et 100 m brasse. Dans cette même compétition, il remporte également avec l'équipe de Chine la médaille d'or du relais 4 × 100 m quatre nages mixte et la médaille d'argent du relais 4 × 100 m quatre nages masculin.
Le 6 octobre 2023 lors de la coupe du monde 2023 de Berlin, il égalise son record d'Asie du 100 mètres brasse effectuant un nouveau record de la compétition.
Lors des Jeux d'été de Paris 2024, Qin Haiyang dénonce publiquement un contrôle des tests anti-dopages excessif de 5 à 7 tests subis en 10 jours perturbant les entrainements et les temps de récupération tandis que la délégation évoque une tentative de déstabilisation des nageurs chinois,. 

## Palmarès

### Jeux olympiques
- Jeux olympiques 2024 à Paris ( France) :
  -  Médaille d'or du relais 4 × 100 m quatre nages.
  -  Médaille d'argent du relais 4 x 100 mètres quatre nages mixte.

### Championnats du monde

#### Grand bassin
- Championnats du monde 2023 à Fukuoka ( Japon) :
  -  Médaille d'or du 50 m brasse
  -  Médaille d'or du 100 m brasse
  -  Médaille d'or du 200 m brasse
  -  Médaille d'or du relais 4 × 100 m quatre nages mixte
  -  Médaille d'argent du relais 4 × 100 m quatre nages
- Championnats du monde 2025 à Singapour :
  -  Médaille d'or du 100 m brasse
  -  Médaille d'or du 200 m brasse
  -  Médaille d'argent du relais 4 × 100 m quatre nages mixte
  -  Médaille de bronze du 50 m brasse

#### Petit bassin
- Championnats du monde de natation 2018 à Hangzhou ( Chine) :
  -  Médaille d'argent du 200 m brasse

- Championnats du monde de natation 2022 à Melbourne ( Australie) :
  -  Médaille de bronze du 200 m brasse

### Jeux asiatiques
- Jeux asiatiques de 2018 à Jakarta ( Indonésie) :
  -  Médaille d'or du relais 4 × 100 m quatre nages
  -  Médaille de bronze du 200 m brasse
  -  Médaille de bronze du 200 m quatre nages

- Jeux asiatiques de 2022 à Hangzhou ( Chine) :
  -  Médaille d'or du 50 m brasse
  -  Médaille d'or du 100 m brasse
  -  Médaille d'or du 200 m brasse
  -  Médaille d'or du relais 4 × 100 m quatre nages
  -  Médaille d'or du relais 4 × 100 m quatre nages mixte
  -  Médaille d'argent du 200 m quatre nages

## Records

### Records personnels
Les tableaux ci-dessous détaillent les records personnels de Qin Haiyang au 28 juillet 2023.
| Épreuve      | Temps        | Compétition           | Lieu           | Date            | Commentaire     |
| 50 m brasse  | 26 s 20      | Championnats du monde | Fukuoka, Japon | 25 juillet 2023 | Record d'Asie   |
| 100 m brasse | 57 s 69      | Championnats du monde | Fukuoka, Japon | 24 juillet 2023 | Record d'Asie   |
| 200 m brasse | 2 min 5 s 48 | Championnats du monde | Fukuoka, Japon | 28 juillet 2023 | Record du monde |

| Épreuve      | Temps        | Compétition           | Lieu                 | Date             | Commentaire     |
| 50 m brasse  | 25 s 81      | Championnats du monde | Melbourne, Australie | 17 décembre 2022 |                 |
| 100 m brasse | 56 s 31      | Championnats de Chine | Pékin, Chine         | 27 octobre 2022  | Record national |
| 200 m brasse | 2 min 1 s 15 | Championnats du monde | Hangzhou, Chine      | 13 décembre 2018 | Record national |

## Distinction
Qin Haiyang est désigné meilleur nageur de l'année 2023 par World Aquatics.